# Xã Jefferson, Quận Sullivan, Indiana
Xã Jefferson (tiếng Anh: Jefferson Township) là một xã thuộc quận Sullivan, tiểu bang Indiana, Hoa Kỳ. Năm 2010, dân số của xã này là 417 người.